# Протофеодалізм
Протофеодалізм ( ісп. protofeudalismo / feudalismo prematuro  </link> ) — концепція середньовічної історії, особливо історії Іспанії, згідно з якою прямі попередники феодалізму можна знайти в пізній античності .

## Історіографічний контекст
Іспанська історіографія в значній мірі спирається на цю концепцію і застосовує її до подальшого вивчення Вестготського королівства. Однак в англомовній історіографії Іспанії (і, можливо, в історіографії інших країн) використання цієї концепції в цілому вважається застарілим. Сучасна тенденція в англійській науці полягає в зменшенні важливості феодалізму та обмеженні використання відповідної термінології, особливо в контексті раннього середньовіччя. Це протистоїть останнім тенденціям в іспанській історіографії, яка спрямовує початок феодалізму назад до вестготського періоду, що іноді сприймається як частина загальної тенденції "європеїзації" іспанської історії.
Під час диктатури Франциско Франко в середині 20 століття виникло відновлення інтересу до історії об'єднаної вестготської Іспанії. Потреба відкрити таємницю стрімкого занепаду Вестготського королівства перед арабськими вторгненнями призвела деяких вчених до припущення, що в цей період відбувалася посилення приватизації державної влади за рахунок регіональної земельної знаті. Ці дві взаємопов'язані тенденції отримали назву "протофеодалізм" (приватизація) та "партикуляризм" (регіоналізм).

Зазвичай протофеодальне явище визначається кінцем VII століття, але іноді й раніше. У 1967 році іспанський історик Клаудіо Санчес-Альборнос виявив прояви протофеодалізації (protofeudalización) у вестготській армії щонайменше до законодавства Ервіга та Вамби. Підтримку цього загального явища англійською мовою надає Пейн у своїй загальній історії Іберії у двох томах:
Децентралізації не було змоги уникнути, і влада перетворилася на справу особистих відносин. Основні помічники корони отримували винагороду за свої послуги у формі платні або стипендії, яку надавалося їм управлінням землею або тимчасовим призначенням доходу від землі, яка перебувала в прекарії, тобто на номінально відзивній основі. Цю систему спочатку впроваджувала церква для підтримки місцевих установ, і до VII століття корона широко використовувала її, а також магнати (вища аристократія), щоб винагороджувати своїх головних прихильників і військових васалів. Процес протофеодалізації невід'ємно включав розкол юридичного та економічного суверенітету, що додатково слабшало політичну єдність. 

## Критика
Французький історик Селін Мартен відкидає ідею реальності "протофеодалізму", наголошуючи на публічному характері присяги на вірність у пізньому Вестготському королівстві. Там, за його словами, присяги зазвичай складалися (місцевим) населенням, а не окремими особами перед окремими лордами. Роджер Коллінз критикує цю концепцію, розглядаючи її як спробу іспанських учених інтегрувати історію Іспанії в загальну історію Європи. Він посилається на Л. Гарсіа Морено, який стверджував "міжнародну однорідність у використанні прикметника «протофеодальний» для соціально-політичної формації, яку представляло Королівство Толедо на початку VIII століття". Однак Коллінз висловлює своє невірення цій ідеї. Майкл Куліковський приводить приклад відкриття трієнту середини VII століття в Ель-Боваларі як доказу комерційної діяльності в центральній Іспанії, що розвіює переважаючу концепцію "автаркії" та протофеодального кріпацтва.